# Torre Luzea
La Torre Luzea (Torre Larga), es un edificio ubicado en la calle Nagusia de la localidad guipuzcoana de Zarauz.

## Descripción
Se trata de una torre defensiva de estilo renacentista edificada en el siglo XV. Consta de planta baja y tres plantas.